# Google Digitalakademin
Google Digitalakademin (på engelska Google Digital Garage) är ett icke vinstdrivande program utarbetat för att hjälpa människor att förbättra sin digitala kompetens. Den erbjuder gratis träning, kurser och certifieringar via en online lär-plattform. Google Digitalakademin skapades 2015 av Google.
Kurserna är uppdelade i moduler och erbjuder över 100 onlinekurser i olika ämnen.